# 藤崎天敬
藤崎 天敬（ふじさきてんけい）は福岡県出身の合気道家（武道家）である。 
合気道流派「合気道覇天会」創始者。合気道覇天会 宗家 兼 筆頭師範 範士八段 
合気道選手権大会 本戦トーナメント 優勝3回　準優勝１回　優秀賞１回の実績を持つ。180センチ　92キロ。 
武道・格闘技にて合計18段を取得している。 
「進撃の合気」の異名をとる。（後述の空手道剛柔会形世界チャンピオン福山先生が命名） 

## 指導方針
「型」稽古と「組手」（乱取り）を平行して取り組む事により、実用的な合気道技法を身につける事が可能であると考えている。「伝統」と「革新」のバランスの取れた調和を重視している。型稽古の際には、特に「姿勢」と「体捌き」を重視して合気道に取り組んでいる。また、鎌倉での柔術修行を通じて培われた「武士の精神」を重視しており、技術だけでなく、心身ともに鍛錬することを指導の根幹としている。この精神が、覇天会が掲げる「強さ」と「優雅さ」を両立させる理念の基盤となっている。

## テレビ・メディア出演
テレビ神奈川「輝けミラクルボーイズ」にてお笑い芸人の「かが屋」さん「四千頭身」さんに合気道を指導。
BSフジ「Muse×Muse」に出演し榊原郁恵さんに合気道を指導。フジテレビ「めちゃ×2イケてるッ!」の「24時間対抗テレビ」に技術協力し、出演者の春香クリスティーンさんに合気道を指導。TBS「E-girlsがモンクの叫び」に護身術指導員として出演。
「バナナマンのブログ刑事ＶＯＬ．３」の特典映像「護身術を学ぼう」にてバナナマンさんと元AKB48メンバーの大島麻衣さんに合気道を指導。東海テレビ「バナナマンのブログ刑事」にてバナナマンの日村勇紀さんと俳優・モデルのユージさんと「合気道の達人にチャレンジ」という企画で対戦。「東京MXテレビ 東京サプリ」に護身術講師として出演し、女性アナウンサーに護身術を指導。BSスカパーにてアイドルグループ「いぎなり東北産」の橘花怜さんに合気道・護身術を指導。

## 他武道家との交流
空手道剛柔会の形世界チャンピオンで総合格闘技ZSTファイターの福山博貴選手やスポーツチャンバラ長槍世界チャンピオンの河原瑠我選手、巌流島ファイターで中国武術の達人である今野淳先生、伝統空手「組手」で日本一を4回経験している花車勇武先生らと友好的な交流を持っている。
花車は藤崎について「合気道の覇天会の藤崎先生は凄かったですよ！」と述べている。（2021年3月31日花車勇武Twitteにて）

## 重視する技術
藤崎天敬が提唱する覇天会合気道の根幹をなす概念の一つが**「掌握の境地」（アブソリュートコントロール）である。これは、高度な合気道技（立ち関節技・崩し）、洗練された投げ、効果的な打撃を統合し、相手に過度な苦痛を与えることなく制御を目指す境地とされる。

## 主な賞歴
（国際実践合気道連盟主催大会）
実践リアル合気道選手権大会４　本戦トーナメント　優秀賞
実践リアル合気道選手権大会６　本戦トーナメント　優勝
実践リアル合気道選手権大会７　本戦トーナメント　優勝
実践リアル合気道選手権大会８　本戦トーナメント　準優勝
実践リアル合気道選手権大会１０本戦トーナメント　優勝

## 雑誌掲載
■BABジャパン　武道専門誌　月刊「秘伝」  
・覇天会合気道が示す「使える合気道」
・現代における「武の試行」の姿
・覇天会 藤崎天敬師範に聞く 武器術の体捌きで合気道の理解を深める 
■集英社　週刊プレイボーイ 「暴れ狂う女」を傷つけずにおとなしくなってもらう方法
■日本スポーツ出版社　「総合&組技格闘技」選手名鑑 2004 

## 著作
- フルコンタクト合気道 覇天会 「合気道を使う！」（全二巻）BABジャパン